# Moteur à piston camless
 (décembre 2015).

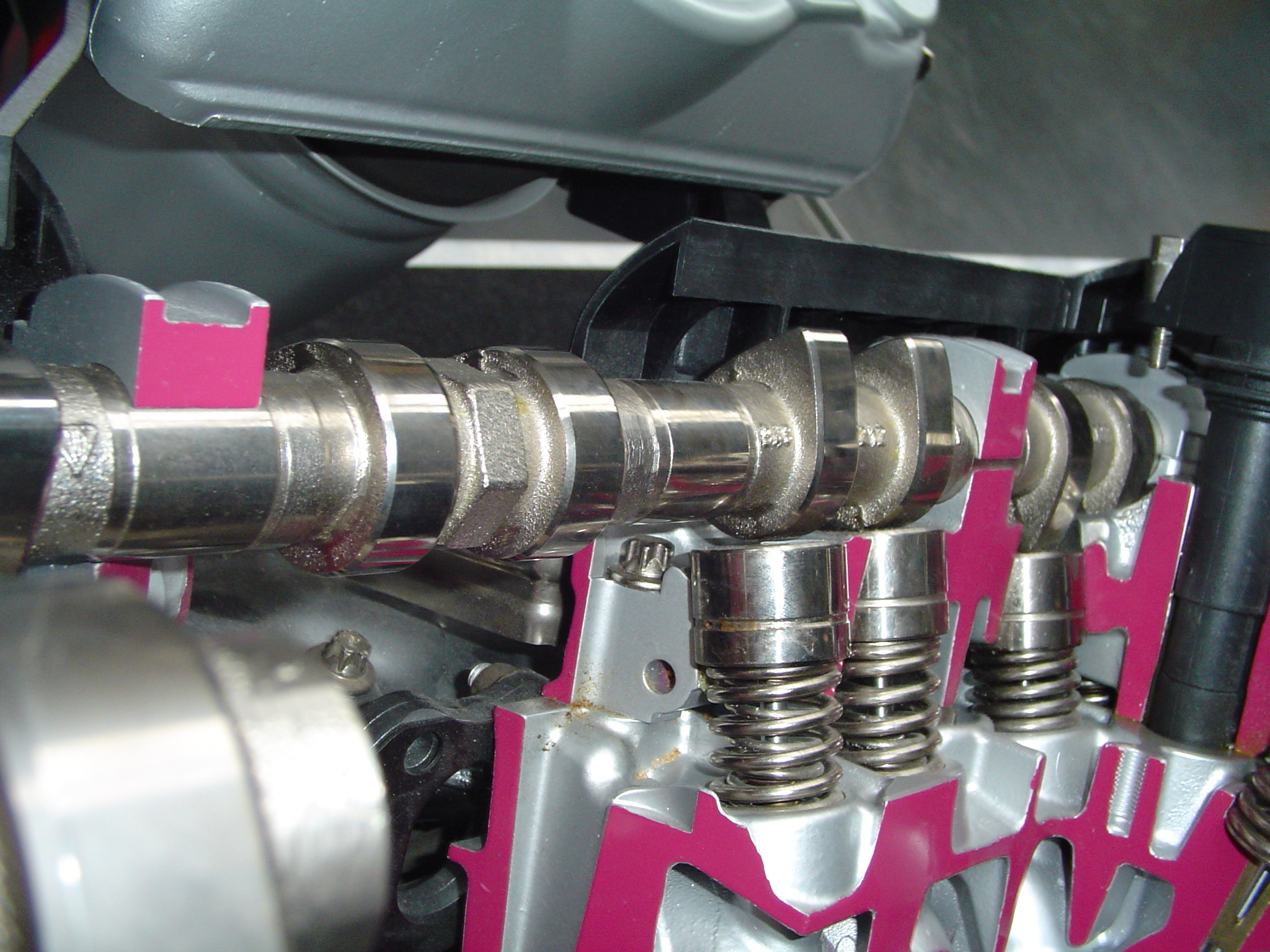
Vue d'une culasse conventionnelle à commande mécanique, montrant de haut en bas l'arbre à cames, les tiges de soupape et les ressorts de soupape.

Un moteur à piston camless (en anglais, « sans came ») est un moteur à explosion dont l'arbre à cames est remplacé par un système électronique. Un calculateur pilote individuellement chaque soupape, via des actionneurs pneumatiques, hydrauliques ou plus fréquemment électromagnétiques. Cette technique répond aux objectifs de la distribution variable.

## Avantages
Ce système présente certains avantages :
- réduction de la consommation de 15 % à 20 % par réduction des frottements[1] ;
- meilleure fiabilité, due à la suppression de l'arbre à came ainsi que du système de transmission (vilebrequin...)[1] ;
- possibilité d’implémenter une distribution variable pouvant s'adapter à diverses situations (charge et puissance demandée), voire cesser d'alimenter certains cylindres lorsque la charge moteur est faible ;
- possibilité de concevoir des moteurs à cycle d'Atkinson ou HCCI sans modification fondamentale de la structure du bloc moteur.

## Inconvénient
Un circuit électronique et une programmation informatique, alimentée en données par des capteurs (charge, vitesse, pollution, etc.), doit déterminer précisément le moment d'ouverture et de fermeture des soupapes, quels que soient la charge et le régime moteur, de manière synchronisée avec le système d'injection de carburant. Les progrès des calculateurs de gestion de moteurs et des capteurs permettent d'assurer ces fonctions, pour un coût de développement et de mise à jour accrus. La fiabilité à long terme et les temps de réponse à haut régime des actionneurs électromécaniques de soupapes dans l'environnement de la culasse semblent être en 2018 les principaux obstacles à l'adoption de cette technologie[réf. souhaitée].